# La Mezza di Torino
Der La Mezza di Torino (de: Die Hälfte von Turin) ist ein Halbmarathon in Turin, der im Frühjahr stattfindet.

## Statistik

### Streckenrekorde
- Männer: 1:03:10 h, Simon Ekidor (KEN), 2022
- Frauen: 1:13:23 h, Joyce Muthoni (KEN), 2022

### Siegerliste
Quellen: ENDU:
| Datum         | Männer                 | Nation  | Zeit    | Frauen                | Nation  | Zeit    |
| ------------- | ---------------------- | ------- | ------- | --------------------- | ------- | ------- |
| 27. März 2022 | Simon Ekidor           | Kenia   | 1:03:10 | Joyce Muthoni         | Kenia   | 1:13:23 |
| 19. Juni 2021 | Eric Muthomi Riungu    | Italien | 1:06:28 | Sara Brogiato         | Italien | 1:15:15 |
| 29. März 2020 |                        |         |         |                       |         |         |
| 31. März 2019 |                        |         |         |                       |         |         |
| 18. März 2018 | Andrew Kwemoi Man'gata | Kenia   | 1:03:55 | Mary Wangari          | Kenia   | 1:14:47 |
| 26. März 2017 | Paul Tiongik           | Kenia   | 1:03:49 | Ivyne Jeruto Lagat    | Kenia   | 1:13:57 |
| 17. Apr. 2016 | Jonathan Kosgei Kanda  | Kenia   | 1:03:38 | Claudette Mukasakindi | Ruanda  | 1:18:06 |